# François Cevert
François Cevert (teljes nevén Albert François Cevert Goldenberg) (Párizs, 1944. február 25. – Watkins Glen, 1973. október 6.) francia autóversenyző.

## Pályafutása
Apja Charles Goldenberg sikeres ékszerész, anyja Huguetta Cevert. Párizsban született a második világháború közepén. Apja zsidó származása miatt kénytelen volt elhagyni a családját a náci fajüldözések miatt.
Eleinte anyja Vespa robogóján ügyeskedett az iskolatársai előtt. Még a diplomaosztó után is motort vett magának.

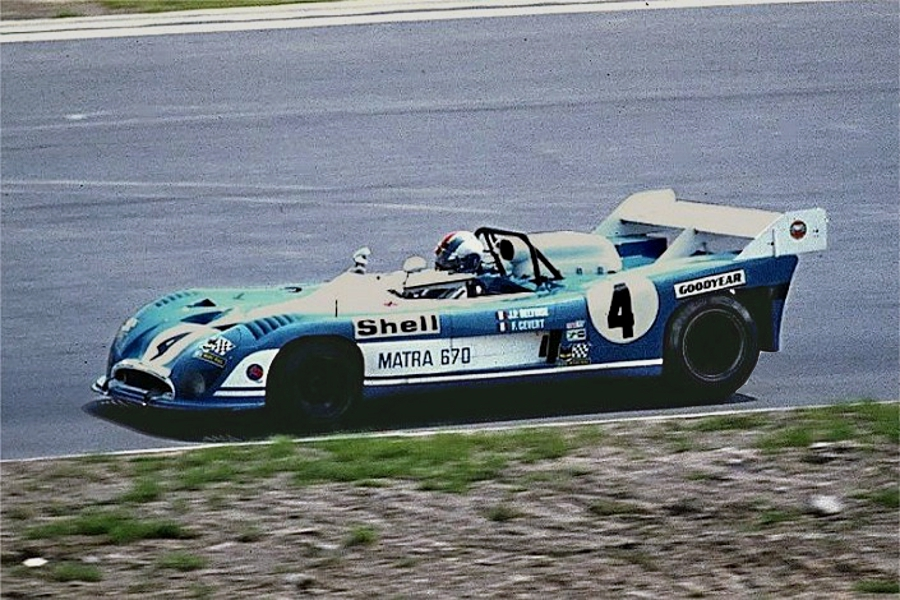
Cevert az 1973-as 1000 km-es nürburgringi versenyen

1966-ban a Le Embre versenyzői iskolában tanult, majd beiratkozott a Magny Cours iskolába, amelyet sikeresen teljesített. Az első Formula–3-as szezonja borzalmasan sikerült, mert tapasztalat híján nem tudta megfelelően beállítani autóját. Támogató keresésébe kezdett és ezen keresztül talált magának egy Tecno versenyautót ezzel már meg tudta nyerni a francia Formula–3-as bajnokságot. 1969-ben a Tecno Formula–2-es bajnokságába került ahol 3. lett és az F1 csapattulajdonosának feltűnt a rendkívüli tehetsége. A karrierjét azonban Jackie Stewartnak köszönheti aki beajánlotta őt Ken Tyrrellnek (a Tyrrell csapat alapítója). Ez meghozta a gyümölcsét, mert 1970-ben már a Formula–1-ben indulhatott egy March-Ford 701-essel Servoz Gavin visszavonult pilóta helyén a szezon ötödik versenyén Jackie Stewart csapattársaként. Élete első pontját Monzában szerezte, Kanadában meg lett a negyedik hely, de kezdőként legtöbbször még a középmezőnyből rajtolt.
1971-ben Stewart szárnysegédje lett. A szezon első négy versenye után nulla ponttal állt, háromszor is baleset miatt esett ki. Sok pénzt keresett a csapatnak az Elf bajnokságon. Hazai versenye, a Francia Nagydíj aztán meghozta az áttörést, bár az időmérőn két másodpercet kapott csapattársától és csupán hetedik lett, másnap kiválóan használta ki ellenfelei megingásait, és Stewart mögött a második helyen ért célba. Az első dobogót aztán újabbak követték. Silverstone-ban Cevert csak tizedik lett, ám két héttel később a Nürburgringen ismét másodikként zárt, újfent csapattársa mögött, ráadásul a verseny leggyorsabb köre is az övé lett. Ausztriában a győzelemért támadta Jo Siffertet, amikor autója megadta magát, majd Monzában ő is ott volt a győzelemért csatázó öt versenyző közt, akiket a Formula–1 valaha volt legszorosabb befutójában mindössze 61 század választott el egymástól. Cevert harmadik lett Gethin és Peterson mögött, egy tizednél is kisebb hátránnyal. Kanadában csak hatodik lett, ennek ellenére úgy érkezett meg a szezonzáróra, hogy ha legalább három ponttal többet szerez Jacky Ickxnél, akkor övé lehet a bajnoki dobogó (csapattársa ekkorra már bőven bebiztosította második bajnoki címét).
A Watkins Glen-i szezonzáró időmérő edzésén a pokoli, 43 fokos hőségben Stewart szerezte meg a pole-t, míg Cevert az ötödik pozícióba kvalifikálta magát. A rajtnál volt egy kis kavarodás, de az első kör végén már újra Stewart vezetett a négy évvel korábbi bajnok Denny Hulme és Cevert előtt. A francia hamarosan lehagyta az új-zélandit, és csapattársa nyomába eredt, s amikor Stewart autója a nagy melegtől alulkormányzottá vált, a kétszeres bajnok elengedte Cevert-t, aki sokkal jobban vigyázott abroncsaira. Stewartot később Ickx is lehagyta, így ő és Cevert nyílt sisakos csatában dönthették el a futamgyőzelem, s ezzel együtt a bajnoki harmadik hely sorsát. A belga faragni tudott hátrányán, de nem érhette utol Cevert-t, Ferrarija ugyanis megadta magát, és olajjal terítette be a pályát. Hulme és Cevert is megcsúszott, de a francia folytatni tudta a versenyt, s fél perc előnnyel indulhatott meg a cél felé. Győzelmét innentől kezdve már senki nem veszélyeztette, így akárcsak az előző évben Emerson Fittipaldi, még egy esztendővel előtte pedig Jochen Rindt, ő is Watkins Glenben szerezte meg első győzelmét. 1971-ben Stewarttal együtt csapatbajnoki címet szereztek a Tyrrellnek.
1972-ben bajnok szeretett volna lenni de céljában Emerson Fittipaldi és a Tyrrell megbízhatatlansága megakadályozta. Mindössze háromszor szerzett pontot (igaz kétszer második helyen). Csalódottságát egy Le Mans-i 24 órás versenyen elért második hely enyhítette. 1973-ban csak ő tudott lépést tartani Jackie Stewarttal. Hatszor végzett a második helyen háromszor Stewart mögött, de az évet csak negyedikként zárta. Ősszel az Amerikai nagydíj edzésén egy sajnálatos balesetben életét vesztette.

## Halála
Az 1973-as amerikai nagydíj szombati szabadedzésén fél óráig körözött, azután bement a boxba és megváltoztatta a légterelők beállítását, reménykedve, hogy így sikerül pole-pozíciós időt autóznia. A pálya egyik szakaszán, ahol egy jobb-bal-jobbos kanyarkombináció (Esses) található, Cevert autója kisodródott, és a jobb oldali szalagkorlátnak csapódott, majd többször átpördült, mielőtt a pálya másik oldalán elhelyezett védőkorlátnak csapódáskor darabjaira tört. Cevert ekkor még nem volt 30 éves.

## Teljes Formula–1-es eredménysorozata
(Táblázat értelmezése)

(Félkövér: pole-pozícióból indult; dőlt: leggyorsabb kört futott) 

| Év   | Csapat  | 1      | 2      | 3      | 4      | 5      | 6      | 7      | 8      | 9      | 10     | 11     | 12     | 13     | 14     | 15     | Helyezés | Pont |
| ---- | ------- | ------ | ------ | ------ | ------ | ------ | ------ | ------ | ------ | ------ | ------ | ------ | ------ | ------ | ------ | ------ | -------- | ---- |
| 1970 | Tyrrell | RSA    | ESP    | MON    | BEL    | NED Ki | FRA 11 | GBR 7  | GER 7  | AUT Ki | ITA 6  | CAN 9  | USA Ki | MEX Ki |        |        | 22.      | 1    |
| 1971 | Tyrrell | RSA Ki | ESP 7  | MON Ki | NED Ki | FRA 2  | GBR 10 | GER 2  | AUT Ki | ITA 3  | CAN 6  | USA 1  |        |        |        |        | 3.       | 26   |
| 1972 | Tyrrell | ARG Ki | RSA 9  | ESP Ki | MON Hn | BEL 2  | FRA 4  | GBR Ki | GER 10 | AUT 9  | ITA Ki | CAN Ki | USA 2  |        |        |        | 6.       | 15   |
| 1973 | Tyrrell | ARG 2  | BRA 10 | RSA Hn | ESP 2  | BEL 2  | MON 4  | SWE 3  | FRA 2  | GBR 5  | NED 2  | GER 2  | AUT Ki | ITA 5  | CAN Ki | USA Ni | 4.       | 47   |